# Гренада на Светском првенству у атлетици у дворани 2018.
Гренада је учествовала на 17. Светском првенству у атлетици у дворани 2018. одржаном у Бирмингему од 1. до 4. марта. Репрезентацију Гренаде на њеном деветом учествовању на светским првенствима у дворани представљала су 3 атлетичара који су се такмичили у 2 дисциплине.,
На овом првенству Гренада није освојила ниједну медаљу нити је остварен неки рекорд.

## Учесници
Мушкарци:
- Бралон Таплин — 400 м
- Линдон Виктор — Седмобој
- Курт Феликс — Седмобој

## Резултати

### Мушкарци
| Атлетичар     | Дисциплина | Лични рекорд | Квалификације    | Квалификације    | Полуфинале           | Полуфинале           | Финале               | Финале               | Детаљи |
| Атлетичар     | Дисциплина | Лични рекорд | Резултат         | Место            | Резултат             | Место                | Резултат             | Место                | Детаљи |
| ------------- | ---------- | ------------ | ---------------- | ---------------- | -------------------- | -------------------- | -------------------- | -------------------- | ------ |
| Бралон Таплин | 400 м      | 44.88        | дискваликфикован | дискваликфикован | Није се квалификовао | Није се квалификовао | Није се квалификовао | Није се квалификовао |        |

#### Седмобој
| Дисциплина   | Линдон Виктор | Линдон Виктор | Линдон Виктор | Линдон Виктор | Линдон Виктор | Линдон Виктор |
| Дисциплина   | Лич. рек.     | Рез.          | Бод.          | Плас.         | Укупно        | Плас.         |
| ------------ | ------------- | ------------- | ------------- | ------------- | ------------- | ------------- |
| 60 м         | 6,94          | 6,98          | 889           | 7.            | 889           | 7.            |
| Скок удаљ    | 7,38          | 5,55          | 492           | 12.           | 1.381         | 12.           |
| Бацање кугле | 16,55         | 15,54 ЛРС     | 823           | 2.            | 2.204         | 12.           |
| Скок увис    | 2,07          | БП            | 0             |               | 2.204         | 11.           |
| 60 м препоне | 8,24          | НС            | 0             |               |               |               |
| Скок мотком  | 4,76          |               |               |               |               |               |
| 1.000 м      | 2:43,92       |               |               |               |               |               |
| Укупно       | 5.976         |               |               |               | НЗ            |               |

| Дисциплина   | Курт Феликс | Курт Феликс | Курт Феликс | Курт Феликс | Курт Феликс | Курт Феликс |
| Дисциплина   | Лич. рек.   | Рез.        | Бод.        | Плас.       | Укупно      | Плас.       |
| ------------ | ----------- | ----------- | ----------- | ----------- | ----------- | ----------- |
| 60 м         | 7,00        | 7,21 ЛРС    | 809         | 12.         | 809         | 12.         |
| Скок удаљ    | 7,66        | 6,93        | 797         | 11.         | 1.606       | 11.         |
| Бацање кугле | 15,02       | 14,39 ЛРС   | 752         | 6.          | 2.358       | 11.         |
| Скок увис    | 2,17        | НС          | 0           |             |             |             |
| 60 м препоне |             |             |             |             |             |             |
| Скок мотком  |             |             |             |             |             |             |
| 1.000 м      |             |             |             |             |             |             |
| Укупно       | 5.986 НР    |             |             |             | НЗ          |             |